# Uppsala centralstation
Uppsala centralstation is een reizigersstation in de Zweedse stad Uppsala dat werd geopend in 1866. Sinds 2012 is het het noordelijkste station  van de pendeltåg.